# Альбицький Василь Іванович
Василь Іванович Альбицький (1850 — після 1925) — російський інженер-технолог та педагог, заслужений професор Харківського технологічного інституту, один з активістів Союзу російського народу.  

## Життєпис
Народився у Владимирській губернії в родині священика. Молодший брат поета Івана Альбицького. Після закінчення курсу в 1877 році в Санкт-Петербурзькому технологічному інституті був залишений при ньому для підготовки до професорського звання по кафедрі прикладної механіки. Працював там викладачем технічного креслення. Після складання іспиту на звання кандидата фізико-математичних наук Альбицькому доручено читання лекцій в інституті з графічної статики.
У 1886 призначений професором кафедри прикладної механіки Харківського технологічного інституту. Крім цього, в 1893—1896 роках як приват-доцент читав лекції з практичної механіки в Харківському університеті.
У 1892—94 - член Харківської громадської бібліотеки. 13 грудня 1892  обраний кандидатом у члени правління бібліотеки. Займався упорядкуванням бібліотечного господарства та намагався скоротити витрати. Приділяв особливу увагу збереженню бібліотечного фонду. Разом з членами правління чергував на абонементі та у читальній залі. Задля протидії крадіжкам ілюстрацій запровадив білі наліпки на книжках, на яких вказувалася кількість ілюстрацій. Також брав участь у благодійних заходах на користь бібліотеки.
Був прихильником монархізму. Став одним з засновників Харківського відділу Російського зібрання, першого регіонального відділу цієї партії. На зборах засновників отримав посаду скарбника у складі Ради відділу. Пізніше брав участь у діяльності Союзу російського народу, був одним з засновників його Харківського відділу. У січні 1906 став головою його Тимчасового комітету. З 1906 до листопада 1907 - скарбник Харківського відділу. Під час конфлікту у відділі, Альбицький, за підтримки протоієрея Петра Скубачевського, став головою ради відділу 28 березня 1907 року. Однак, 17 квітня він втратив посаду та був виключений з членів ради за рішенням загальних зборів. Пізніше був головою Товариства руських людей.
Через свої ідеологічні переконання, конфліктував з ліберальними професорами та їхніми прихильниками серед чиновників системи освіти та студентів. У 1908 році студенти технологічного інституту оголосили черговий бойкот професору, наслідком чого адміністрація звільнила його з інституту зі званням заслуженого професора кафедри прикладної механіки та гідравліки ХТІ.

## Нагороди
- Орден Святого Станіслава 1-го ступеня (1911)[10]

## Науковий доробок
- Высшие учебные заведения России, мужские и женские: Подроб. правила поступления и прогр. прием. испытаний / Сост. Альбицкий. — СПб.: тип. А. С. Суворина, 1879. — [2], II, 250 с.
  - 2-е изд., испр. и доп. — СПб.: Типо-лит. Д. И. Шеметкина, 1884. — [4], 285 с.
- Цилиндрические зубчатые колеса, их расчет и вычерчивание. — СПб.: лит. Ф. Кремера, 1884. — 88 с.
  - 2-е изд., соверш. передел. и знач. доп. — Харьков: тип. Зильберберга, 1892. — [4], 158, [1] с., 3 л. черт.: табл.
- Руководство к составлению расчета и чертежей болтов, гаек и ключей. — СПб.: лит. Ф. Кремер, 1884. — 109 с., 1 л. черт.
- Исследование уравнений второй степени с двумя переменными в отношении разложимости их на два линейных множителя / [Соч.] В. И. Альбицкого. — СПб.: тип. Имп. Акад. наук, 1885. — 44 с.: черт.
- Болтовое скрепление, расчет его и вычерчивание. — СПб.: тип. Шредера, 1888. — [4], 44 с., 2 л. черт.
- Винтовое зацепление, расчет его и вычерчивание. — СПб.: тип. Шредера, 1888. — [2], 36, [1] с., 2 л. черт.
  - 2-е изд., соверш. передел. и знач. доп. — М.: тип. О-ва распространения полез. кн., 1894. — 93, [3] с., 2 л. черт.
  - 4-е изд., испр. и доп. — СПб.: Г. В. Гольстен, 1912. — 116, [3] с., 2 л. черт.
- «Условия разложимости на два линейных множителя уравнения второй степени с двумя неизвестными» (1885);
- Винтовое зацепление для случая взаимно-перпендикулярных осей: Сфера его применений, коэффициент полез. действия и общ. данные для расчета. — М.: тип. О-ва распространения полез. кн., 1894. — 48 с., 1 л. черт.
- Ручные насосы, их устройство и проектирование. — 1886
  - 2-е изд. — 1904
- Конические зубчатые колеса, их теория, расчет и вычерчивание. — СПб.: тип. Шредера, 1888. — [2], 26, [1] с., 1 л. черт.: табл.
  - 2-е изд., переделанное и значит. доп. — М.: тип. О-ва распространения полезных книг, 1893. — 60, [1] с., 1 л. черт.: табл.
  - 3-е изд., испр. и доп. — Полтава: типо-лит. Губ. правл., 1899. — 65, [2] с., 1 л. черт.: табл.
  - 4-е изд. — Харьков: тип. Губ. правл., 1904. — 63 с., 1 л. черт.;
- Определение чисел зубьев в круглых цилиндрических зубчатых колесах: Исслед. В. И. Альбицкого, проф. Харьк. технол. ин-та. — Харьков: тип. Зильберберга, 1892. — 47 с., 2 л. черт.: табл.
  - 2-е изд. — Полтава: типо-лит. Губ. правл., 1900. — 53 с., 1 л. черт.
- Гидравлика. Лекции, чит. в Харьк. техн. ин-те [имп. Александра III] в 1901/1902 учеб. г. проф. В. И. Альбицким. Ч. 1. — Харьков: лит. С. Иванченко, 1902. — [2], 247 с.: черт.
- Прикладная кинематика. Курс, чит. в Харьк. технол. ин-те имп. Александра III в 1901—1902 учеб. г. проф. В. И. Альбицким. — Харьков: типо-лит. С. Иванченко, 1902. — [2], 608, XVI с.: черт.
  - … Курс, чит. в Харьк. технол. ин-те Имп. Александра III в 1904—1905 учеб. г. проф. В. И. Альбицким. — Харьков: паровая тип. и лит. М. Зильберберг и с-вья, 1905. — [2], XVI, 568 с.: черт.
- Днепровские пороги и устройство судоходства на них: [Доклад, прочит. 15 января 1904 г. в Харьковск. отд. «Русского собрания»] / Проф. В. И. Альбицкий. — Харьков: Харьк. отд. «Рус. собрания», 1904. — [2], 23 с.
- Утилизация водяной силы русских рек / [Соч.] Проф. В. А.[sic] Альбицкого. — СПб.: тип. А. С. Суворина, 1902. — 47 с.
  - 2-е изд., испр. — Харьков: тип. М. Г. Ковалева, 1908. — 55 с.
- Слабость гидротехнических зданий в России и основной способ ее устранения / В. Альбицкий, засл. проф. Харьк. технол. ин-та. — СПб.: тип. А. С. Суворина, 1909. — 19 с.
- К вопросу о чистке водопроводной сети по способу проф. В. И. Альбицкого / Засл. проф. Василий Альбицкий. — Харьков: тип. «Мир. труд», 1912. — [2], 20 с.
- Чистка трубопроводов всякого назначения вообще и водопроводной сети по преимуществу, служащие для нее орудия и приблизительная ее стоимость. Патент проф. В. И. Альбицкого / В. И. Альбицкий, засл. проф. Харьк. технол. ин-та имп. Александра III. — Харьков: тип. М. Г. Ковалева, 1913. — 16 с., 1 л. черт.